# Chaim Lajb Poznański
Chaim Lajb Poznański (ur. 22 maja?/3 czerwca 1879 w Kamieńcu Podolskim, zm. 19 marca 1940 w Łodzi) – nauczyciel żydowski i działacz oświatowy oraz polityczny i społeczny w Łodzi.

## Życiorys
Syn Józefa, młynarza. Po ukończeniu szkoły powszechnej w Berdyczowie wyjechał w 1894 r. do Kijowa a następnie do Odessy i Żytomierza, gdzie uzyskał maturę w trybie eksternistycznym. Od 1896 r. związał się z ugrupowaniami socjaldemokratycznymi, a następnie z Bundem (1903). Kilkakrotnie aresztowany, odbywał krótkotrwałe wyroki więzienia. W 1907 r., po wyjściu na wolność i nakazie opuszczenia Rosji, skierowany przez partię za granicę przebywał w Berlinie, Genewie, Bernie (tam ukończył Akademię Handlową) i Brukseli, gdzie pełnił obowiązki sekretarza zagranicznych organizacji wspierających Bund.
W 1910 r. zamieszkał na stałe w Łodzi i tu zorganizował bundowski „Komi Ferajn” (ul. H. Sienkiewicza 22), którego potem w latach 1914–1921 był przewodniczącym. Był współzałożycielem i przez wiele lat członkiem zarządu Żydowskiego Towarzystwa Szkolnictwa i Oświaty Ludowej. Od 1915 r. był sekretarzem Gimnazjum Żeńskiego Józefa Aba.
Należał do Stowarzyszenia Wzajemnej Pomocy Nauczycieli Żydów, był prezesem Stowarzyszenia Pracowników Handlowych Żydów. 
Od 1921 r. przewodniczył łódzkiemu kuratorium im. Medema i wchodził w skład centralnych władz Bundu. 
Przez wiele lat zajmował się publicystyką, początkowo w nielegalnej prasie partyjnej: „Poslednije Izwiestija”, „Arbeiter Sztime”, później w pismach wileńskich: „Fołkscajtung” i „Hofenung” (Nadzieja) oraz w warszawskim tygodniku „Fołkscajtung”. 
W Łodzi był redaktorem wydawanego przez „Komi Ferajn” czasopisma „Der Angesztelter” oraz miejscowego organu Bundu, tygodnika, potem dwutygodnika „Łodzier Weker” (w latach następnych był członkiem kolegium redakcyjnego).
Wchodził w skład rady nadzorczej Gazowni Miejskiej. W latach 1917–1939 Przez sześć kadencji był członkiem Rady Miejskiej z listy Bundu (w kadencji 1917–1918 był zastępcą radnego).
Mieszkał w 1937 r. przy ul. Piotrkowskiej 92.
Żonaty z Relią z Albinów (ur. 1 czerwca 1879 w Szawlach).
Aresztowany przez Gestapo 27 września 1939 r. za działalność w partii Bund, został skazany na śmierć i stracony 19 marca 1940 r. Było to w ramach hitlerowskiej akcji likwidacji inteligencji polskiej i żydowskiej   Intelligenzaktion Litzmannstadt.